# Algirdas Jurkauskas
Algirdas Jurkauskas (* 15. Januar 1937 in Panevėžys) ist ein litauischer Ingenieur und Mechaniker, Professor.

## Leben
Nach dem Abschluss des Studiums 1966 am Politechnikinstitut Tallinn promovierte er 1988.
Seit 1967 arbeitet am Kauno politechnikos institutas (ab 1990  Kauno technologijos universitetas), von 1977 bis 1988 Leiter des Lehrstuhls an der Fakultät Panevėžys, ab 1992 Professor, von November 1998 bis August 2006 Direktor des Instituts Panevėžys der Kauno technologijos universitetas.

## Bibliografie
- Guolių vibracija, su kitais, 1974 m., rusų k., 1979 m., anglų k.
- Guolių vibracija, su K. Ragulskiu, 1985 m., rusų k., 1989 m., anglų k.
- Matų istorija ir metrologijos pagrindai, 1992 m.
- Transporto raida Lietuvoje, 1996 m.
- Automobilių eksploatacinės savybės, 1998 m.
- Automobilizmo pradmenys, 1999 m.
- Transporto sistemų dinamika ir diagnostika, su kitais, 2001 m.
- Transporto priemonių varikliai, Kauno technologijos universiteto leidykla Technologija, 2005 m.
- Viešasis transportas, monografija, Technologija, 2005 m. ISBN 9955-09-752-3
- Transporto sistemų analizė, Technologija, 2006 m.